# Hilde Güden
Hilde Güden, nome d'arte di Hulda Geiringer (Vienna, 15 settembre 1917 – Klosterneuburg, 17 settembre 1988), è stata un soprano austriaco.

## Biografia
Dopo gli studi di canto, pianoforte e danza, debuttò in campo operistico  nel 1939 come Cherubino ne Le nozze di Figaro all'Opera di Zurigo.
Nel 1941 venne ingaggiata da Clemens Krauss per l'Opera di Monaco, dove ottenne un notevole successo e adottò stabilmente il nome d'arte. A causa delle origini ebraiche fu poi costretta a sfuggire al regime nazista riparando in Italia, dove venne chiamata da Tullio Serafin per interpretare Sophie ne Il cavaliere della rosa a Roma e Firenze.
Dopo il termine del conflitto iniziò una brillante carriera in Europa: nel 1946 debuttò a Salisburgo come Zerlina in Don Giovanni e nel 1947 iniziò la lunga frequentazione all'Opera di Vienna, di cui divenne una beniamina apparendovi fino al 73. Apparve inoltre a Londra, Glyndebourne, Parigi e ancora in Italia, a Milano e Venezia. Nel 1951, con Rigoletto, esordì al Metropolitan Opera, dove nel 53 partecipò alla prima americana de La carriera di un libertino e dove fu regolarmente presente fino al 60.
Nella prima parte della carriera il repertorio fu tipicamente di soprano leggero (oltre ai ruoli già citati, Susanna, Despina, Adina, Nannetta, Musetta ecc.), mentre dalla metà degli anni cinquanta iniziò ad affrontare anche parti di soprano lirico (Mimì, Micaela, Marguerite, fino a Violetta). Interpretò inoltre il repertorio dell'Operetta, dove fu in particolare una delle più apprezzate Rosalinde ne Il pipistrello.

## Repertorio
| Ruolo                                 | Titolo                                   | Autore           |
| ------------------------------------- | ---------------------------------------- | ---------------- |
| Marzelline                            | Fidelio                                  | Beethoven        |
| Micaëla                               | Carmen                                   | Bizet            |
| Elisetta                              | Il matrimonio segreto                    | Cimarosa         |
| Mélisande                             | Pelléas et Mélisande                     | Debussy          |
| Adina                                 | L'elisir d'amore                         | Donizetti        |
| Norina                                | Don Pasquale                             | Donizetti        |
| Amor Euridice                         | Orfeo ed Euridice                        | Gluck            |
| Marguerite                            | Faust                                    | Gounod           |
| Poppea                                | L'incoronazione di Poppea                | Monteverdi       |
| Cherubino Contessa d'Almaviva Susanna | Le nozze di Figaro                       | Mozart           |
| Donna Elvira Zerlina                  | Don Giovanni                             | Mozart           |
| Despina Fiordiligi                    | Così fan tutte                           | Mozart           |
| Pamina                                | Il flauto magico                         | Mozart           |
| Antonia                               | I racconti di Hoffmann                   | Offenbach        |
| Mimì Musetta                          | La bohème                                | Puccini          |
| Liù                                   | Turandot                                 | Puccini          |
| Rosalinde                             | Il pipistrello                           | Strauss, Johann  |
| Saffi                                 | Lo zingaro barone                        | Strauss, Johann  |
| Sophie von Faninal                    | Il cavaliere della rosa                  | Strauss, Richard |
| Zerbinetta                            | Arianna a Nasso                          | Strauss, Richard |
| Zdenka                                | Arabella                                 | Strauss, Richard |
| Aminta                                | La donna silenziosa                      | Strauss, Richard |
| Daphne                                | Daphne                                   | Strauss, Richard |
| Anna Truelove                         | La carriera di un libertino              | Stravinskij      |
| Gilda                                 | Rigoletto                                | Verdi            |
| Violetta Valéry                       | La traviata                              | Verdi            |
| Mrs Alice Ford Nannetta               | Falstaff                                 | Verdi            |
| Eva                                   | I maestri cantori di Norimberga          | Wagner           |
| Fanciulla fiore                       | Parsifal                                 | Wagner           |
| Jenny                                 | Ascesa e caduta della città di Mahagonny | Weill            |

## Discografia
- Il pipistrello, con Julius Patzak, Anton Dermota, Alfred Poell, Wilma Lipp, dir. Clemens Krauss - Decca 1950
- I maestri cantori di Norimberga (Eva), con Paul Schoeffler, Otto Edelmann, Karl Donch, Alfred Poell, Anton Dermota, dir. Hans Knappertsbusch - Decca 1950/51
- La bohème, con Renata Tebaldi, Giacinto Prandelli, Giovanni Inghilleri, Raffaele Arié, dir. Alberto Erede - Decca 1951
- La carriera di un libertino, con Blanche Thebom, Eugene Conley, Mach Arrell, Norman Scott, dir. Igor Stravinsky - Columbia/Philips 1953
- Rigoletto, con Aldo Protti, Mario Del Monaco, Cesare Siepi, Giulietta Simionato, dir. Alberto Erede - Decca 1954
- Il cavaliere della rosa, con Maria Reining, Sena Jurinac, Ludwig Weber, Alfred Poell, dir. Erich Kleiber - Decca 1954
- Don Giovanni, con Cesare Siepi, Fernando Corena, Lisa Della Casa, Suzanne Danco, Anton Dermota, dir. Josef Krips - Decca 1955
- Le nozze di Figaro, con Cesare Siepi, Lisa Della Casa, Alfred Poell, Suzanne Danco, dir. Erich Kleiber - Decca 1955
- Il flauto magico (Pamina), con Walter Berry, Léopold Simoneau, Wilma Lipp, Kurt Böhme, dir. Karl Böhm - Decca 1955
- Arabella, con Lisa Della Casa, George London, Otto Edelmann, Ira Malaniuk, Anton Dermota, dir. Georg Solti - Decca 1957
- L'elisir d'amore, con Giuseppe Di Stefano, Fernando Corena, Renato Capecchi, dir. Francesco Molinari Pradelli - Decca 1955
- Giuditta, con Emmy Loose, Waldemar Kmentt, Murray Dickie, Walter Berry, dir. Rudolf Moralt - Decca 1957
- Il pipistrello, con Waldemar Kmnett, Giuseppe Zampieri, Peter Klein, Walter Berry, dir. Herbert von Karajan - Decca 1960
- Le nozze di Figaro (Contessa), con Walter Berry, Anneliese Rothenberger, Hermann Prey, Edith Matiss, dir. Otmar Suitner - Columbia/EMI 1964